# Lautaro Millán
Giovanni Lautaro Millán (Bahía Blanca, 16 de agosto de 2005) es un futbolista argentino-chileno. Juega como mediocampista ofensivo en el Club Atlético Independiente, de la Primera División de Argentina.

## Trayectoria

### Inicios
Comenzó a jugar en Vista Alegre cuando tenía 5 años, pero su formación fue en Club Deportivo La Armonía, donde permaneció hasta la sexta división.

### Independiente
Llegó en 2021 luego de superar una prueba. Arregló su vínculo con el club hasta el 31 de diciembre de 2026.
En el 2023 formó parte del plantel campeón de la Reserva en la Copa Proyección.
El 26 de mayo de 2024 debutó en la Primera División, con un empate 1 a 1 ante Vélez.

## Selección nacional
El 1 de marzo de 2024 fue convocado en la primera lista del nuevo ciclo 2024-2025 de la selección de fútbol sub-20 de Argentina.
El 18 de agosto de 2025 fue convocado en la pre-nómina de la convocatoria al mundial sub 20 de la selección de fútbol sub-20 de Chile.

## Estadísticas

### Clubes
Actualizado al último partido disputado el 14 de diciembre de 2024.
| Club                                     | Div.       | Temporada  | Liga  | Liga  | Liga   | Copas nacionales(1) | Copas nacionales(1) | Copas nacionales(1) | Copas Internacionales | Copas Internacionales | Copas Internacionales | Total | Total | Total  |
| Club                                     | Div.       | Temporada  | Part. | Goles | Asist. | Part.               | Goles               | Asist.              | Part.                 | Goles                 | Asist.                | Part. | Goles | Asist. |
| ---------------------------------------- | ---------- | ---------- | ----- | ----- | ------ | ------------------- | ------------------- | ------------------- | --------------------- | --------------------- | --------------------- | ----- | ----- | ------ |
| Independiente Argentina                  | 1.ª        | 2024       | 8     | 0     | 1      | 0                   | 0                   | 0                   | 0                     | 0                     | 0                     | 8     | 0     | 1      |
| Independiente Argentina                  | Total club | Total club | 8     | 0     | 1      | 0                   | 0                   | 0                   | 0                     | 0                     | 0                     | 8     | 0     | 1      |
| (1) Incluye Copa de la Liga Profesional. |            |            |       |       |        |                     |                     |                     |                       |                       |                       |       |       |        |